# Superpuchar Portugalii w piłce siatkowej mężczyzn (2014)
Superpuchar Portugalii w piłce siatkowej mężczyzn 2014 – 18. edycja rozgrywek o Superpuchar Portugalii rozegrana 11 października 2014 roku w Pavilhão Multidesportos Mário Mexia w Coimbrze. W meczu o Superpuchar udział wzięły dwa kluby: mistrz Portugalii w sezonie 2013/2014 - SL Benfica oraz zdobywca Pucharu Portugalii 2014 - Castêlo da Maia GC.
Po raz piąty zdobywcą Superpucharu Portugalii został klub SL Benfica.

## Drużyny uczestniczące
| Drużyna            | Osiągnięcia w sezonie 2013/2014 |
| ------------------ | ------------------------------- |
| SL Benfica         | mistrzostwo Portugalii          |
| Castêlo da Maia GC | zdobycie Pucharu Portugalii     |

## Mecz
Sobota, 11 października 2014 – 14:30 (UTC+1) • Pavilhão Multidesportos Mário Mexia, Coimbra
Czas trwania meczu: 75 minut
| SL Benfica            | 3:0                          | Castêlo da Maia GC        |
| Fabrício Silva 12 pkt | (25:17, 25:17, 25:21) raport | Cristiano Ferreira 19 pkt |

| Poz.                 | Nr | Zawodnik            | 1        | 2        | 3        | 4 | 5 | Pkt |
| -------------------- | -- | ------------------- | -------- | -------- | -------- | - | - | --- |
| P                    | 5  | Roberto Reis        | 8 pięć   | 9 sześć  | 8 pięć   |   |   | 9   |
| Ś                    | 6  | Fabrício Silva      | 6 trzy   | 7 cztery | 6 trzy   |   |   | 12  |
| A                    | 8  | Hugo Gaspar         | 7 cztery | 8 pięć   | 7 cztery |   |   | 7   |
| Ś                    | 9  | Marc-Anthony Honoré | 9 sześć  | 4 jeden  | 9 sześć  |   |   | 11  |
| P                    | 14 | Flávio Cruz         | 5 dwa    | 6 trzy   | 5 dwa    |   |   | 7   |
| R                    | 20 | Raphael Margarido   | 4 jeden  | 5 dwa    | 4 jeden  |   |   | 1   |
| L                    | 7  | Ivo Casas           | L        | L        | L        |   |   |     |
| Zmiany               |    |                     |          |          |          |   |   |     |
| Ś                    | 16 | Flávio Soares       | 2 zmiana |          |          |   |   |     |
| R                    | 17 | Ricardo Perini      |          |          | 2 zmiana |   |   |     |
| Nie weszli na boisko |    |                     |          |          |          |   |   |     |
| P                    | 2  | João Magalhães      |          |          |          |   |   |     |
| P                    | 3  | André Lopes         |          |          |          |   |   |     |
| A                    | 12 | Joan Diaz           |          |          |          |   |   |     |
| Trener               |    |                     |          |          |          |   |   |     |
| José Jardim          |    |                     |          |          |          |   |   |     |

| Poz.                 | Nr | Zawodnik           | 1        | 2        | 3        | 4 | 5 | Pkt |
| -------------------- | -- | ------------------ | -------- | -------- | -------- | - | - | --- |
| A                    | 1  | Cristiano Ferreira | 6 trzy   | 7 cztery | 6 trzy   |   |   | 19  |
| Ś                    | 2  | Mário Gomes        | 5 dwa    | 6 trzy   | 5 dwa    |   |   | 4   |
| R                    | 3  | Coriolano Santos   | 9 sześć  | 4 jeden  | 9 sześć  |   |   |     |
| P                    | 6  | Ricardo Lima       | 7 cztery | 8 pięć   | 7 cztery |   |   | 4   |
| P                    | 10 | Bernardo Martins   | 4 jeden  | 5 dwa    | 4 jeden  |   |   | 4   |
| Ś                    | 11 | Filip Cveticanin   | 8 pięć   | 9 sześć  | 8 pięć   |   |   | 4   |
| L                    | 7  | Gil Meireles       | L        | L        | L        |   |   |     |
| Zmiany               |    |                    |          |          |          |   |   |     |
| R                    | 5  | José Neves         | 2 zmiana | 2 zmiana |          |   |   |     |
| Ś                    | 12 | Hélio Sanches      | 2 zmiana |          | 2 zmiana |   |   |     |
| P                    | 14 | José Brito         |          |          | 2 zmiana |   |   | 1   |
| Nie weszli na boisko |    |                    |          |          |          |   |   |     |
| Ś                    | 4  | João Neves         |          |          |          |   |   |     |
| L                    | 8  | Diogo Arriscado    |          |          |          |   |   |     |
| Trener               |    |                    |          |          |          |   |   |     |
| Rui Pedro            |    |                    |          |          |          |   |   |     |

## Statystyki meczowe
| BEN | STATYSTYKI        | CAS |
| 75  | MAŁE PUNKTY       | 55  |
| 36  | ATAK              | 34  |
| 6   | BLOK              | 2   |
| 5   | SERWIS            | 0   |
| 28  | BŁĘDY PRZECIWNIKA | 19  |

## Ustawienie wyjściowe drużyn
| Margarido Cruz Silva Gaspar Reis Honoré Casas Martins Gomes Ferreira Lima Cveticanin Santos Meireles |